# Johannes av Ávila

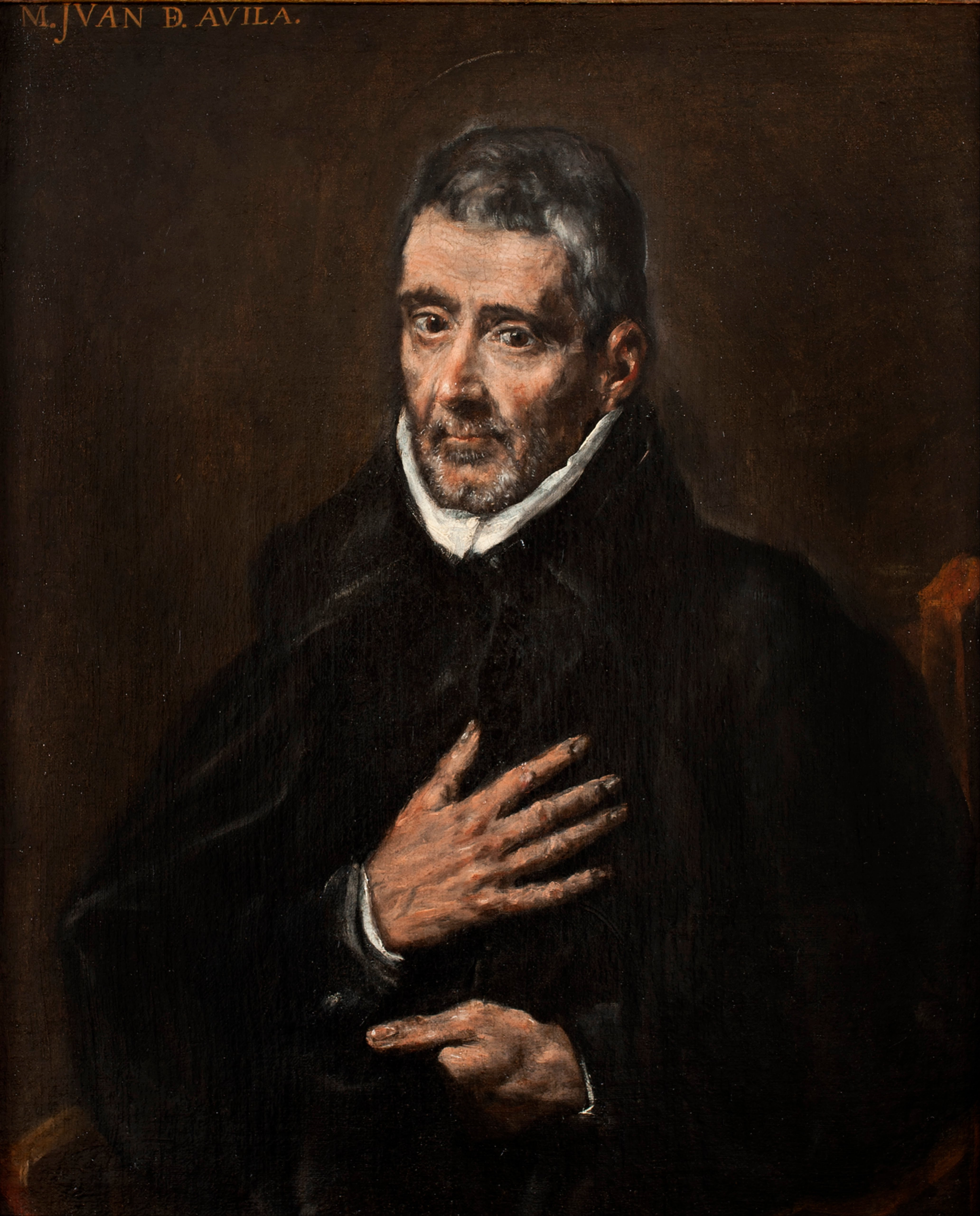
Johannes av Ávila (1580), El Greco

Johannes av Ávila, född 6 januari 1499 i Almodóvar del Campo i Ciudad Real, Kastilien, Spanien, död 10 maj 1569 i Montilla bei Córdoba i Spanien, var en spansk präst, predikant, skolastisk författare och mystiker. 
Han helgonförklarades 1970 av Paulus VI med bullan Altitudo Divinae Providentiae, och förklarades för kyrkolärare 2012 av Benedictus XVI.

## Biografi
Johannes föddes i Kastillien som son till Alfonso av Ávila som var av judisk börd och förmögen. Han sändes i yngre tonåren till universitetet i Salamanca för studier i juridik men tog aldrig examen. Istället började han studera teologi i Alcalá de Henares för Domingo de Soto varefter han 1526 prästvigdes. Han blev snart omtalad för sina predikningar, och tilldrog sig därför både positiv och negativ uppmärksamhet. Han verkade ett tag i Sevilla och drogs då inför inkvisitionen, anklagad för att med sina fattigdomsideal påstå att rika inte kunde komma till himlen och för påstådda sympatier med lutherdomen. Han fälldes inte. Rättegången ledde tvärt om till kontakter med hovet varmed han med tiden utnämndes till apostel av Andalusien.
Under tiden Johannes satt häktad i väntan på rättegång, skrev han 1531 sitt första verk, Audi, Filia, vilket är ett klassiskt verk inom den katolska kultursfären. Vid denna tid gjorde han sig känd för sin förståelse angående mystiken i kärleken med Gud.
Johannes inrättade en internationell domstol för att undvika krig, och gjorde många tekniska uppfinningar. I syfte att upphjälpa utbildningen, grundade han flera kollegier samt universitetet i Baeza.
Han var beundrad av Ignatius av Loyola som försökte få honom att gå med i det sällskap som sedermera blev jesuitorden.